# (4059) Balder
(4059) Balder est un astéroïde de la ceinture principale.

## Description
(4059) Balder est un astéroïde de la ceinture principale découvert le 29 septembre 1987 par l'astronome danois Poul Jensen à l'observatoire Brorfelde. Sa désignation provisoire était 1987 SB5.
Il a été nommé en référence à la divinité nordique Baldr, fils d'Odin.

## Compléments